# La Guerre des clans (jeu télévisé)
Pour les articles homonymes, voir La Guerre des clans.
La Guerre des clans est un jeu télévisé québécois diffusée du 31 août 1992 au 23 mai 1997 sur TQS puis sur V à partir du 31 août 2009. Le concept de jeu est une adaptation de l'émission américaine Family Feud.
Elle est animée par Luc Senay de 1992 à 1997. À son retour en 2009, Jean-François Baril prend la présentation du jeu jusqu’en 2017. Il est remplacé par Jean-François Breau depuis le 17 septembre 2018 pour une seule saison.
Le but du jeu est de cumuler trois cents points afin de se rendre en finale. Deux familles s'affrontent en répondant aux questions posées par l'animateur. Les réponses sont en fait les résultats de sondages effectués auprès des Québécois et des Québécoises. La famille cumule un nombre de points correspondant aux nombres de personnes ayant répondu la réponse donnée.